# Ngôi nhà trong hẻm
Ngôi nhà trong hẻm là một bộ phim kinh dị Việt Nam của đạo diễn Lê Văn Kiệt thực hiện, khởi chiếu tại Việt Nam chính thức ngày 14 tháng 2 năm 2012, chiếu ra mắt ngày 10 tháng 2 năm 2012.

## Nội dung
Một bi kịch xảy đến với một cặp vợ chồng trẻ. Họ mất đứa con đầu lòng vì người vợ bị sẩy thai. Sau khi họ trở về ngôi nhà của họ sau một thời gian người vợ ở bệnh viện, họ thấy có những thay đổi trong nhà. Người vợ vẫn bị dằn vặt bởi sự mất mát, và dần dần có những hành động kỳ quặc. Ngôi nhà đột nhiên bị ám ảnh bởi những thế lực không bình thường. Người chồng cố gắng giúp vợ mình qua khỏi thời gian khó khăn này để mọi chuyện trở về như cũ, nhưng dường như tất cả những cố gắng đó ngày càng trở nên kinh hoàng hơn. Anh ấy hình như thất bại trong cuộc chiến đó. Khi mọi việc trở nên tồi tệ ngoài tầm kiểm soát, anh ấy chiến đấu vì ngôi nhà của họ và giải quyết những bí ẩn của Ngôi Nhà Trong Hẻm trước khi quá muộn.

## Diễn viên
- Trần Bảo Sơn vai Thành
- Ngô Thanh Vân vai Thảo
- Bích Hằng vai bà Nga
- Phan Thị Mơ vai Dung
- Bùi Văn Hải vai Minh
- Lê Thiện vai nữ hộ sinh
- Hồng Sáp vai bà già
- Thịnh Vinh vai trẻ mồ côi

## Kỷ lục
Phim được đánh giá có thế mạnh về truyền thông và phát hành tốt. Trong ngày đầu công chiếu đã đạt kỷ lục phòng chiếu chưa từng có trước đây tại Việt Nam - 2,4 tỷ đồng.
Trong một phát biểu với báo chí, doanh nhân Chung Minh - giám đốc sản xuất Ngôi nhà trong hẻm thổ lộ, đây là lần đầu tiên đầu tư vào lĩnh vực điện ảnh nhưng anh rất tin vào sự thành công của Ngôi nhà trong hẻm bởi theo anh bộ phim hội đủ các yếu tố: kịch bản hay, diễn viên tài năng, ekip làm phim chuyên nghiệp.